# Chinoscopus
Chinoscopus Simon, 1901 è un genere di ragni appartenente alla famiglia Salticidae.

## Distribuzione
Le 4 specie oggi note di questo genere sono diffuse in America meridionale; C. flavus è stata reperita anche a Panama. L'unica specie endemica è C. ernsti, trovata in Venezuela.

## Tassonomia
A dicembre 2010, si compone di quattro specie:
- Chinoscopus ernsti (Simon, 1900) — Venezuela
- Chinoscopus flavus (Peckham, Peckham & Wheeler, 1889) — Panama, Colombia
- Chinoscopus gracilis (Taczanowski, 1872)[2] — Ecuador, Brasile, Guiana francese
- Chinoscopus maculipes Crane, 1943 — Trinidad, Venezuela, Brasile, Guyana, Ecuador

### Specie trasferite
- Chinoscopus brasiliensis Mello-Leitão, 1917; trasferita al genere Lyssomanes con la denominazione provvisoria di Lyssomanes brasiliensis (Mello-Leitão, 1917); a seguito di un lavoro dell'aracnologa Galiano del 1980, ne è stata ravvisata la sinonimia con Lyssomanes tristis Peckham, Peckham & Wheeler, 1889[1].